# Xanthophyllum papuanum
Xanthophyllum papuanum är en jungfrulinsväxtart som beskrevs av Timothy Charles Whitmore och V. d. Meijden. Xanthophyllum papuanum ingår i släktet Xanthophyllum och familjen jungfrulinsväxter. Inga underarter finns listade i Catalogue of Life.